# Radio Ibérica (EAJ-6)
Radio Ibérica va ser una emissora de ràdio en amplitud modulada amb una longitud d'ona de 392m que es va fundar l'any 1923. Va ser la primera emissora radiofònica d'Espanya en funcionament, no obstant això no va ser la primera a adquirir una llicència que l'acredités per dur a terme les emissions. La primera llicència va ser atorgada a Ràdio Barcelona, EAJ-1; sent Radio Ibérica la sisena a aconseguir-la.

## Història

### Creació
A setembre de 1923 es va iniciar la pràctica de la radiodifusió a Espanya amb la fusió de dues empreses fabricants d'aparells de ràdio: la Companyia Ibèrica de Telecomunicaciones i la Sociedad de Radiotelefonia Española. Amb aquesta fusió es va crear l'empresa Radio Ibérica S.A. la qual va començar a emetre des de les seves instal·lacions del Paseo del Rey a Madrid amb l'aprovació i tolerància del règim militar de Primo de Rivera, malgrat la Llei de Ràdio de data 27 de febrer de 1923 que declarà il·legals totes les emissores de radioaficionats que haguessin funcionat experimentalment fins al moment, tenint en compte que no hi havia cap reglament que regulés la radiodifusió a Espanya. Els propietaris de Radio Ibérica van saber emprar les simpaties polítiques amb el nou règim i els acords comercials que des de 1917 tenien amb l'exèrcit i la marina espanyola. Aquesta empresa els venia els seus equips transmissors, la qual cosa va facilitar que Radio Ibérica es convertís en una emissora paraoficial.
La resta de noves emissores van haver d'esperar a l'aprovació del Reglament de juny de 1924. Va ser Ràdio Barcelona la que va rebre l'indicatiu d'EAJ-1. Radio Ibérica no presentaria sol·licitud de llicència fins a finals d'octubre de 1924, amb l'astrònom Enrique Gastardi com a director, rebent l'indicatiu d'EAJ-6. El 5 de novembre de 1924 és inaugurada oficialment Radio Ibérica; el 10 de novembre, l'emissora madrilenya Radio España, EAJ-2, i el 14 de novembre Ràdio Barcelona, EAJ-1. Radio Ibérica va ser la sisena a adquirir la llicència fins a la seva desaparició definitiva del mercat en 1927, després de ser comprada per la competència, Unión Radio, i posteriorment tancada.

### Fundadors
Les bones relacions de Radio Ibérica amb la Dictadura van facilitar una posició d'influència en el context polític-econòmic de la mà de Rufino Orbe, president del Consell d'Administració de la Companyia Ibèrica a principis de 1923, el qual va decidir fusionar-se amb la Societat de Radiotelefonia Espanyola per a la creació de Radio Ibérica. Malgrat comptar amb unes instal·lacions tècniques d'una gran potència i qualitat, òptimes per al correcte funcionament de l'emissora i una direcció tècnica envejable on hi havia els germans De la Riva, la diversa composició del lideratge de la Sociedad Radio Ibérica entre 1923-1924, l'absència de criteri empresarial o la falta dels suports econòmics necessaris, mancant l'entusiasme inicial i l'aposta decidida pel futur del projecte (que sí va tenir Ricardo Urgoiti en la direcció de l'empresa rival, Unión Radio), van causar que Radio Ibérica no pogués convertir-se en la primera cadena de ràdio a Espanya. Les emissores de la família Orbe acabarien sent tancades o absorbides per la cadena Unión Radio abans de finalitzar la dècada. Aquesta empresa va expandir-se incloent la compra de diverses emissores espanyoles així com Ràdio Barcelona, l'any 1926 i Radio Catalana l'any 1929. Aquesta darrera emissora, el promotor de la qual va ser l'empresari Hugo Heusch, a Barcelona, va ser creada a instàncies de la llicència que havia demanat Rufino de Orbe mentre formava part de Radio Ibérica de Madrid.
La segona companyia fundadora de Radio Ibérica va ser la Sociedad de Radiotelefonia Española, fundada a Madrid l'any 1922 amb capital hispanofrancès i dedicada a la importació, muntatge i venda d'aparells de ràdio. La dictadura de Primo de Rivera no va aprovar mesures que protegissin la fabricació d'aparells de ràdio amb patent espanyola al davant de la importació d'equips de marca estrangera, la qual cosa va convertir el matrimoni d'interès entre la Compañia Ibérica de Radiotelefonia espanyola en un difícil negoci, doncs Radio Ibérica es nodria bàsicament dels beneficis obtinguts per dues empreses en competència: la Companyia Ibèrica venia aparells de ràdio de marca nacional i la Radiotelefonia Espanyola venia aparells importats. El que anava bé per a una empresa no hi anava necessàriament bé per l'altra, però ambdues actuaven conjuntament mantenint a Radio Ibérica.

### Tancament
L'entusiasme i la competència professional en Radio Ibérica no van ser suficients durant el primer trimestre de 1924 per poder finançar les despeses de les retransmissions de concerts, el pagament d'orquestres i les reformes d'equips tècnics. Això va provocar que en diverses ocasions hi haguessin tancaments.
Els freqüents tancaments de Radio Ibérica en aquesta primera etapa varen tenir el seu final el maig de 1924, quan la direcció de l'emissora aconsegueix el suport financer d'alguns comerços d'equips radioelèctrics existents a Madrid, agrupats en la societat Radio Madrid, que decidiren finançar una programació de quatre hores diàries desapareixent momentàniament l'indicatiu Radio Ibérica.